# Zachvatkinella caucasica
Zachvatkinella caucasica är en kvalsterart som beskrevs av Lange 1972. Zachvatkinella caucasica ingår i släktet Zachvatkinella och familjen Acaronychidae. Inga underarter finns listade i Catalogue of Life.